# Fabian Blondeel
Fabian Blondeel (29 december 1965) is een Duitse carambolebiljarter die gespecialiseerd is in kaderspel en bandstoten, de spelsoorten  waarin hij enkele Europese titels heeft veroverd. 
Hij is als biljarter opgegroeid bij DBC Bochum 1926 en is tegenwoordig eerste voorzitter van die club. 

## Topklasseringen op wereldkampioenschappen
Hij veroverde nooit een wereldtitel maar eindigde op het wereldkampioenschap bandstoten in 1992 op de derde plaats en op het wereldkampioenschap ankerkader 47/2 in 2003 op de tweede plaats. 

## Europese titels
- Europees kampioen ankerkader 47/1 in 1993
- Europees kampioen ankerkader 47/2 in 1997, 2000 en 2006
- Europees kampioen bandstoten in 1992 en 2000